# USS X-1
Le X-1 (ou USS X-1) était l'un des seuls sous-marins de poche de l'United States Navy (mais voir le NR-1 Deep Submergence Craft). Il est maintenant exposé, comme navire musée au Submarine Force Library and Museum à Groton dans le Connecticut.

## Historique
Il a été conçu dans le cadre du projet SCB 65 (Ship Characteristics Board (en)); établi le 8 juin 1954, à Deer Park, Long Island, dans l'État de New York, par la division Engine de Fairchild Engine & Airplane Corporation; lancé le 7 septembre 1955, à Oyster Bay, par Jakobson Shipyard (en); livré à la Marine le 6 octobre à New London, dans le Connecticut, et mis en service le 7 octobre 1955, sous le commandement du lieutenant Kevin Hanlon.
X-1  a servi comme navire de recherche dans des tests rigoureux et approfondis pour aider la Marine à évaluer sa capacité à défendre les ports contre de très petits sous-marins. D'autres tests ont permis de déterminer les capacités offensives et les limites de ce type de submersible.
Le X-1 était à l'origine propulsé par un moteur à peroxyde d'hydrogène/diesel et un système de batterie, mais une explosion de son approvisionnement en peroxyde d'hydrogène le 20 mai 1957 a entraîné la modification de l'engin pour accepter un entraînement diesel-électrique. Le 2 décembre 1957, le X-1 est mis hors service et désactivé à Philadelphie.
Remorqué à Annapolis dans le Maryland, en décembre 1960, le X-1 a été réactivé et attaché à l'escadron de sous-marins n)6 et basé à l'installation pour petites embarcations du Severn River Command pour des tâches expérimentales dans la baie de Chesapeake. Lors de tests menés sous les auspices du Naval Research Laboratory, X-1 a été étudié par des scientifiques qui ont observé ses opérations depuis une plate-forme suspendue sous le pont de la baie de Chesapeake, pour en savoir plus sur les propriétés et les actions de l'eau de mer.

## Préservation
Ayant été en service actif jusqu'en janvier 1973, le X-1 a été définitivement mis hors service le 16 février 1973. Le 26 avril 1973, il a été transféré au Naval Ship Research and Development Center à Annapolis. Le 9 juillet 1974, prévu pour être utilisé comme pièce historique, il a d'abord été exposé sur le terrain du complexe de l'Académie navale d'Annapolis.
En 2001, X-1 a été transféré au Submarine Force Library and Museum, à Groton, Connecticut, où il est exposé devant le bâtiment d'exposition principal.

## Galerie
|                                                      |
| USS X-1 devant le Submarine Force Library and Museum |

|                      |
| arrière de l'USS X-1 |